# Drieguldenstuk

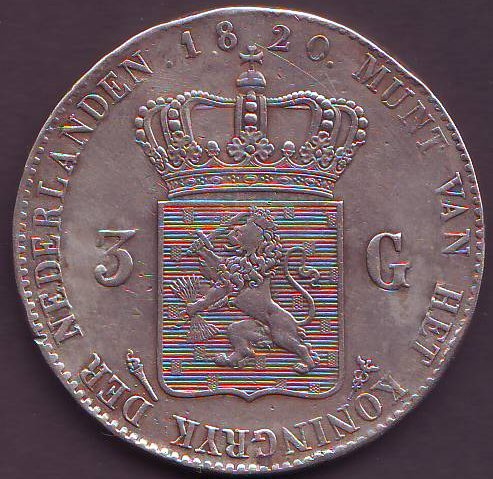
Keerzijde van een drieguldenstuk uit 1820

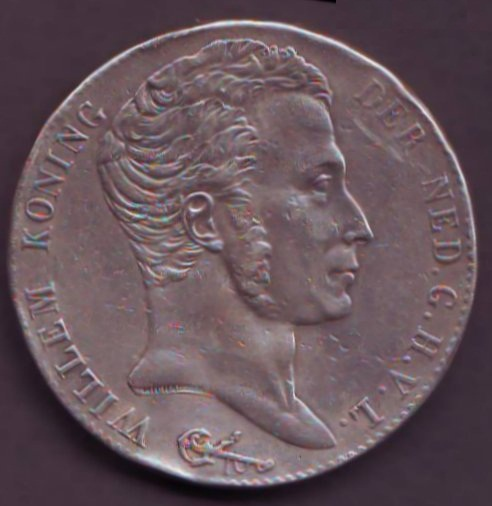
Voorzijde van een drieguldenstuk uit 1820, met portret van Willem (I), Koning der Ned.(erlanden) G.H.V.L. (Groothertog van Luxemburg)

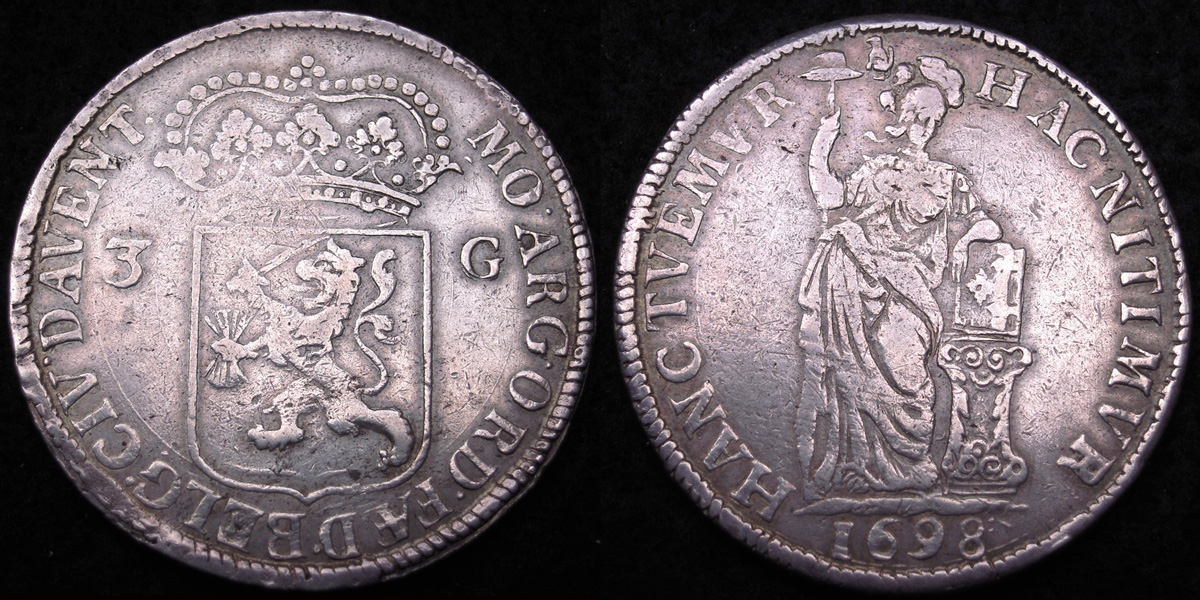
Provinciale 3 gulden van de stad Deventer, zilver, 1698.

Het drieguldenstuk was een zilveren munt die werd geslagen tijdens de Republiek der Verenigde Nederlanden in verschillende gewesten en steden en tijdens de regeerperiode van Willem I. De munt werd ingevoerd in 1694 samen met de generaliteitsgulden en was bedoeld ter vervanging van de zilveren rijder, die ook 60 stuivers waard was.
Het zilveren drieguldenstuk verscheen opnieuw in de beginjaren van het Koninkrijk der Nederlanden. In 1817 werden twaalf proefstukken geslagen en in 1818 verschenen de eerste munten definitief in omloop. In die tijd hoorde ook België bij Nederland. In België is de munt alleen in 1823 geslagen. Bij de Muntwet van 1847 is het drieguldenstuk vervangen door een munt van twee en een halve gulden, die rijksdaalder werd genoemd naar een oudere munt met dezelfde waarde.

## Oplage per jaar
| Jaartal | Oplage  | Opmerking                  |
| ------- | ------- | -------------------------- |
| 1818    | 116.346 |                            |
| 1819    | 150.612 |                            |
| 1820    | 712.961 |                            |
| 1821    | 276.659 |                            |
| 1822    | 296.200 |                            |
| 1823    | 235.100 |                            |
| 1823    | 13.817  | Alleen geslagen in Brussel |
| 1824    | 644.126 |                            |
| 1830    | 246.233 |                            |
| 1831    | 117.400 |                            |
| 1832    | 371.363 |                            |